# Michał Bryl
Michał Bryl (* 9. Oktober 1994 in Łask) ist ein polnischer Beachvolleyballspieler. Er nahm an den Olympischen Spielen 2021 in Tokio und 2024 in Paris teil.

## Karriere
Bryl wurde 2011 mit Bartlomiej Malec Dritter der U18-Europameisterschaft in Vilnius. 2012 spielte er mit Maciej Rudol bei den Mysłowice Open sein erstes Turnier der FIVB World Tour. Mit Kacper Kujawiak gewann er in Larnaka in einem rein polnischen Finale gegen Kaczmarek/Kaczmarek die U19-Weltmeisterschaft. Anschließend erreichte er mit Sebastian Kaczmarek das Finale der U20-EM in Hartberg gegen die Österreicher Petutschnig/Winter. Mit Kujawiak spielte er wiederum die U21-WM in Halifax, schied dabei aber früh aus. 2013 wurden Bryl/Kujawiak Neunte der U21-WM in Umag. Bei der U20-EM in Vilnius kam es wieder zum Finale gegen die Kaczmarek-Brüder, das die Brüder gewannen. Bei der U23-WM 2014 in Mysłowice trat Bryl mit Bartosz Łosiak an und wurde Fünfter. Danach wurden Bryl/Kujawiak in Larnaka mit einem Finalsieg gegen die Russen Leschukow/Margijew Weltmeister der U21. Beim Grand Slam in Stare Jabłonki belegten sie den 25. Platz, bevor sie bei der U22-EM in Fethiye Neunte wurden. Das gleiche Ergebnis gab es am Jahresende bei den Doha Open mit Maciej Kosiak.
In die World Tour 2015 starteten Bryl/Kujawiak mit einem fünften Platz bei den Fuzhou Open. Die Major-Turniere in Poreč und Stavanger spielte Bryl erfolglos mit Jakub Szałankiewicz. Bei der Europameisterschaft 2015 in Klagenfurt schieden Bryl/Kujawiak als Gruppenletzte nach der Vorrunde aus. Danach kamen sie beim CEV-Masters in Biel/Bienne auf den 13. Platz. In Macedo de Cavaleiros gewannen sie die U22-Europameisterschaft im Endspiel gegen die Franzosen Di Giantommaso/Thiercy. Anfang 2016 wurde Bryl mit Szałankiewicz Neunter der Vitória Open. Mit Kujawiak gelangen im drei fünfte Plätze bei den Open-Turnieren in Doha, Xiamen und Antalya sowie ein dritter Rang beim CEV-Satellite-Turnier in Baden. Mit Łosiak wurde er Vierter beim Klagenfurt Major, bevor er sein letztes internationales Turnier mit Kujawiak, den Grand Slam in Long Beach, auf dem fünften Rang abschloss.
2017 bildete Bryl ein neues Duo mit dem zweimaligen Olympiateilnehmer Grzegorz Fijałek. Beim Fünf-Sterne-Turnier in Fort Lauderdale kamen Bryl/Fijałek auf den fünften Rang. Das gleiche Ergebnis erzielten sie in Moskau und Gstaad. Bei der Weltmeisterschaft 2019 in Hamburg gewannen sie ihre Vorrundengruppe und das erste KO-Runden-Spiel gegen die Australier Durant/Schumann, schieden aber im Achtelfinale gegen die Brasilianer André Loyola/George Wanderley aus. Nach zahlreichen Top-Ten-Platzierungen auf der World Tour (u. a. 2018 jeweils Platz zwei beim 5-Sterne-Turnier in Wien und beim World Tour Finale in Hamburg, 2019 Platz drei beim 5-Sterne-Turnier in Wien sowie 2020 Sieger beim 4-Sterne-Turnier in Doha) qualifizierten sich die Polen über die FIVB-Weltrangliste für die Olympischen Spiele 2021 in Tokio, bei denen sie als Gruppenzweite im Achtelfinale gegen die Italiener Nicolai/Lupo ausschieden.
Nach dem Karriereende von Fijałek ist 2022 Bartosz Łosiak Bryls Partner. Bei der neugeschaffenen World Beach Pro Tour gewannen Bryl/Łosiak die Challenge-Turniere in Tlaxcala, in Doha und in Espinho sowie das Elite16-Turnier in Hamburg. 2023 wurden sie in Doha Ende Januar beim World Beach Pro Tour Finale 2022 Zweite. Bei den Elite16-Turnieren der World Beach Pro Tour 2023 hatten Bryl/Łosiak ausschließlich Top-Ten-Platzierungen, darunter ein dritter Platz in Uberlândia. Im Oktober erreichten sie bei der Weltmeisterschaft in Tlaxcala den dritten Platz und wurden anschließend bei den World Tour Finals Siebte. Nach einigen Viertel- und Achtelfinalteilnahmen  in der folgenden Saison qualifizierten sich die beiden Über die Weltrangliste als einziges polnisches Duo für die Olympischen Spiele in Paris. Im letzten Event vor der bedeutendsten Veranstaltung des Jahres standen sie in Wien erst zum zweiten Mal überhaupt in einem Finale eines Elite16. In Paris wurden sie Gruppenzweite, verloren jedoch in der ersten Hauptrunde gegen Herrera / Gavira und belegten so den geteilten neunten Rang. Bei der EM konnten sie nach dem ersten Spiel wegen einer Verletzung von Bartosz Łosiak nicht mehr antreten.
Auf der World Beach Pro Tour 2025 erreichten Bryl/Łosiak nach vier Top-Ten-Platzierungen bei Elite16-Turnieren beim heimischen Challenge-Turnier in Stare Jabłonki im Juni das Endspiel, das sie gegen die Schweizer Marco Krattiger und Leo Dillier knapp im Tiebreak verloren.